# Pellérd
Pellérd è un comune dell'Ungheria di 2.089 abitanti (dati 2008) situato nella contea di Baranya, regione Transdanubio Meridionale